# Tony Garnier (músico)

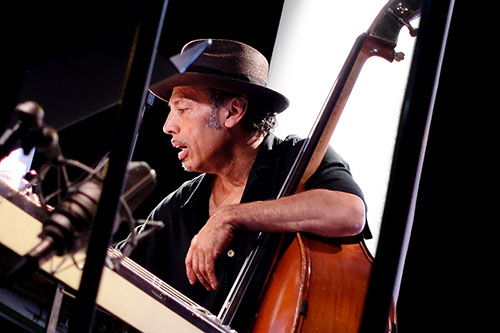

Tony Garnier (Saint Paul, Minnesota, 1956) es un músico estadounidense conocido por su trabajo como bajista de Bob Dylan, con quien ha tocado desde el 10 de julio de 1989. Es el músico que más tiempo ha permanecido al lado de Dylan y es considerado en ocasiones como su "director musical".
Además de su trabajo con Dylan, Garnier ha grabado con músicos de la talla de Tom Waits, Loudon Wainwright III, Paul Simon, Marc Ribot y Eric Andersen, y fue miembro de Asleep at the Wheel desde 1971 hasta 1978, así como de The Lounge Lizards. En 2003, aparecería en la película Anónimos junto a Bob Dylan. En 2008, Garnier trabaja junto a Michelle Branch en su tercer álbum de estudio, Everything Comes and Goes, que será publicado en verano.